# 广东阳江地震
广东阳江地震是1969年7月26日在阳江发生的一场6.4级地震。地震發生的時間为上午6:49，陽江市受到地震影响，造成10,700多棟房屋倒塌，進一步嚴重破壞了36,000戶房屋。地震還導致沿陽江地區沿海和部分河流觀測到滑坡和沙塵。香港也感受到了地震。未確認的死亡總數為3,000。地震造成较大的经济损失和社会影响。

## 説明
廣東省位於中國的構造穩定地區，地震活動相對較低。該區域是中國大陸殼與南中國海北部洋殼之間被動邊緣的一部分。在穩定的華南地塊內，有三個較高地震活動帶，其中之一是貫穿廣東和福建省的東南沿海地震帶。該區域遵循華南海褶皺帶，該帶是侏羅紀晚期至白堊紀早期的俯衝事件形成的。該區域當前處於壓應力狀態，最大水平應力指向西北-東南。這是由於印度洋板塊和歐亞板塊之間持續的碰撞和菲律賓海板塊的俯衝共同作用的結果。

## 地震
地震發生在一條陡峭的斷層上，幾乎襲擊了東西方。震源機制主要表現為右旋（右旋）走滑斷裂。考慮到主震的規模，所記錄的前震和余震的數量和數量異常少。這次地震是歷史記錄中震中地區唯一的破壞性事件。

## 損傷
震中地區主要分佈在陽江縣，影響面積為19公里乘10公里，從西向東拉長。在全縣，共有10,762所房屋被完全摧毀，另外35,965房屋受到嚴重破壞，另有90,840房屋受到一定程度的破壞。在信宜，約有1200所房屋遭受了一些破壞，有幾所被摧毀。陽春，恩平，開平，台山，新會，封開，懷集，信宜，德慶，肇慶，郁南，增城，高鶴和番禺也受到強烈地震波及，儘管這些地區沒有受到嚴重破壞。在香港和澳門也有輕微損壞的報導。地震造成的3,000人傷亡的報告被稱為“未經證實”。阳江县死33人，重伤236人，轻伤762人，房屋倒塌10762间，严重损坏35965间；—般破坏90840间，堤围严重破坏58处，裂缝26处，崩塌2处。